# サンドの日本一めんどくさ〜い料理店
『サンドの日本一めんどくさ〜い料理店』（サンドのにほんいちめんどくさ〜いりょうりてん）は、2021年からフジテレビ系列で放送されているグルメバラエティ番組であり、サンドウィッチマンの冠番組である。
初回のみ『日本一めんどくせぇ料理店』（にほんいちめんどくせぇりょうりてん）のタイトルだった。

## 概要
料理に異常な愛を注ぐが故、とっても"めんどくさ〜い"けどめちゃめちゃ美味しいお店を日本全国から紹介するグルメバラエティー。

## 出演者
- サンドウィッチマン（伊達みきお・富澤たけし）- MC

## 放送リスト
| 回数  | 放送日                          | 放送時間（JST） | ゲスト | 備考                                 |
| ----- | ------------------------------- | --------------- | ------ | ------------------------------------ |
| 第1回 | 2021年5月27日・6月3日（木曜日） | 0:25 - 0:55     |        | 『水曜NEXT!』枠で放送。              |
| 第2回 | 2021年10月17日（日曜日）        | 20:00 - 21:54   |        | 『日バラ8』一部地域は21:48飛び降り。 |
| 第3回 | 2022年4月22日（金曜日）         | 20:00 - 21:58   |        |                                      |

## スタッフ
- ナレーター：もう中学生、四本木典子（共に第2回-）
- 構成：木南広明、デーブ八坂（デーブ→第2回-）、堀由史、狩野孝彦
- 美術制作：副島翔太郎（フジテレビ、第1回は美術プロデュース）
- デザイン：鈴木賢太（フジテレビ）
- アートコーディネーター：村瀬大
- 大道具：吉野雅則（第3回）
- 装飾：門間誠
- アクリル装飾：鈴木竜
- 布造形(第3回)：西村怜子（第3回）
- 特殊効果：山野邉綾乃（第2回-）
- メイク：古谷久美子（第3回）
- タイトルCG：岩澤新平、太田萌希（共に第2回）
- TP：松本英士（フジテレビ、第3回）
- TM：高瀬義美（第3回）
- SW：河西純
- CAM：河野昌寿（第3回）
- VE：齋藤雄一（第3回）
- AUD：松本良道（第3回）
- CA：鈴木佑奈（第3回）
- LIVE-U(第3回)：國本航平（第3回）
- 照明：安藤雅夫
- TK：水越理恵
- EED：奥山修
- MA：坪野有馬（第3回）
- 音響効果：阿部雄太（第2回はMA兼務）
- フードコーディネーター：尾身奈美枝
- リサーチ：森祐介（スコープ、第2回-）
- 撮影協力(第3回)：タンタンシンガー（第3回）
- 協力：Roppongi-Lab、e-naスタジオ、ニユーテレス、fmt、フジアール、IMAGICA Lab.、東京オフラインセンター、The king maker、株式会社エキスプレス、株式会社キャミックス、株式会社berry、スウィッシュ・ジャパン、NiTRO、タイムリー、バンエイト、クラフトフィールド、TTJ/田川雄大、©KADOKAWA/ウォーカープラス、ビデオウィング、ろけバス（e-na・IMAGICA・東京・The・クラフト→第2回-、フジ・エキス・キャミ・berry・スウィッシュ・NiTRO・タイムリー・バン・TTJ/田川・©KADOKAWA/ウォーカー・ビデオ→第3回）
- 広報：飯泉英一郎（フジテレビ、第3回）
- デスク：長谷川愛美（第3回）
- 制作協力：D:COMPLEX（第1,3回）、EpocL（第2回-）
- AD：村瀬拓也（第1,3回）、青木美菜子（第3回）
- AP：尾台優美（D:COMPLEX）、森本有紀子（D:COMPLEX、第1,3回）、開発勇輔（EpocL、第2回-）
- ディレクター：久野和洋、大矢啓太（極東電視台）、三宅佑治・蔡理皓（EpocL）、太田直登・海野友梨・岸本泰（D:COMPLEX）、開発太志（久野・三宅・蔡→第2回-、大矢・太田・海野・岸本・開発→第3回）
- 演出：夫馬教行（D:COMPLEX、第1,3回）、大平進士（EpocL、第3回、第2回はディレクター）、筧大輝（フジテレビ）
- プロデューサー：神尾昌宏（D:COMPLEX、第1,3回）、赤池洋文（フジテレビ、第2回-、第1回は編成）、須藤景子（NEXTEP、第3回）
- 総合演出：島本亮（フジテレビ、第2回-）
- チーフプロデューサー：江本薫（フジテレビ）
- 制作：フジテレビ編成制作局制作センター第2制作室
- 制作著作：フジテレビ

### 過去のスタッフ
- ナレーター：じんぼぼんじ、永尾亜子（フジテレビアナウンサー）（共に第1回）
- 大道具：杉本孝宏（第1回）、清水愛（第2回）
- 特殊効果：中溝雅彦（第1回）
- 電飾：白鳥雄一（第1回）
- メイク：池田麗香（第1回）、大高里絵（第2回）
- 衣装：岡田夏海（第1,2回）
- タイトルロゴ：奥野あかね（第1回）
- TP：児玉洋（フジテレビ、第1回）
- CAM：上田軌行（第1,2回）
- VE：土井理沙（第1回）、武田和浩（第2回）
- AUD：高橋幸則（第1回）、浮所哲也（第2回）
- CA：林孝亮（第2回）
- PA：石井俊二（第2回）
- 音響効果：安原裕人、森元駿介（共に第1回）
- MA：松岡洋一（第1回）
- イラスト：©うえやまとち／講談社（共に第1回）、江原ノブヒロ（第2回）
- リサーチ：VISPO（第1回）、木崎綾子（VISPO、第2回）
- 協力：omnibus japan、grasp（共に第1回）、湯本将司、イメージランド、テーク・ワン、広域テレビ技術株式会社、所沢市ロケーションサービス（湯本・イメージ・テーク・広域・所沢市→第2回）
- 宣伝：池田綾子（フジテレビ、第1回）
- 広報：中島久美子（フジテレビ、第2回）
- デスク：甲斐裕美（第1,2回）
- AD：中山航大（第1回）、小野陽平、松島良音、和田完吾、金原かれん（共に第2回）
- ディレクター：玉置遼（フジテレビ、第1,2回）